# Anette Reuterskiöld
Anna (Anette) Sofia Beata Reuterskiöld, född 1804, död 1880, var en finländsk författare. Hon upprättade 1 896 biografiska data över finländska kvinnor. Hon var nära vän med Fredrika Runeberg.